# Cesarze bizantyńscy
Cesarze bizantyńscy – chronologiczna lista władców Cesarstwa Wschodniorzymskiego.

## Listacesarzy bizantyńskich

### Dynastia teodozjańska
| Władca                           | Wizerunek | Czas panowania | Data urodzin i śmierci | Komentarze |
| -------------------------------- | --------- | -------------- | ---------------------- | --- |
| Arkadiusz Flavius Arcadius       |           | 395–408        | 377–408                | Najstarszy syn Teodozjusza I, brat cesarza zachodniorzymskiego Honoriusza i Gallii Placydii. 16 stycznia 383 przyjął tytuł Augusta. |
| Teodozjusz II Flavius Theodosius |           | 408–450        | 401–450                | Koregent Arkadiusza 402–408 |
| Marcjan Flavius Marcianus        |           | 450–457        | 392–457                | Syn trackiego żołnierza. 25 sierpnia 450 w obecności senatu, przez wojsko i lud obwołany Augustem.                                  |

### Dynastia leońska
| Władca                           | Wizerunek | Czas panowania | Data urodzin i śmierci | Komentarze                                                                                    |
| -------------------------------- | --------- | -------------- | ---------------------- | --------------------------------------------------------------------------------------------- |
| Leon I Flavius Valerius Leo      |           | 457–474        | 401–474                | Urodzony w Tracji. Jako pierwszy panujący został koronowany przez patriarchę Konstantynopola. |
| Leon II Flavius Leo              |           | 473–474        | 467–474                | Nieletni wnuk Leona I, syn Zenona.                                                            |
| Zenon Flavius Zeno               |           | 474–475        | 421–491                | Wcześniej regent za panowania syna – Leona II 473–474                                         |
| Marcian                          |           | 474            | 469–484                | Uzurpator                                                                                     |
| Bazyliskus Flavius Basiliscus    |           | 475–476        | 430–476                | Przez niektórych uznawany za uzurpatora.                                                      |
| Marcus                           |           | 475–476        | ?–476                  | Koregent i syn Bazyliskusa, początkowo jako Cezar, później August                             |
| Zenon Flavius Zeno               |           | 476–491        | 421–491                | ponownie                                                                                      |
| Leoncjusz I                      |           | 484–488        | ?–488                  | Uzurpator                                                                                     |
| Anastazjusz I Flavius Anastasius |           | 491–518        | 430–518                | Wskazany na następcę cesarza przez wdowę po Zenonie, którą pojął za żonę.                     |

### Dynastia justyniańska
| Władca                                                  | Wizerunek | Czas panowania | Data urodzin i śmierci | Komentarze |
| ------------------------------------------------------- | --------- | -------------- | ---------------------- | --- |
| Justyn I Flavius Iustinus                               |           | 518–527        | 450–527                | Urodzony w pobliżu Skopje jako syn chłopa. Krótko przed śmiercią ogłoszony Augustem (1 sierpnia 527). |
| Justynian I Wielki Flavius Petrus Sabbatius Iustinianus |           | 527–565        | 483–565                | Pochodzenie chłopskie. Zanim objął władzę, był oficerem konnej straży przybocznej cesarza, tzw. Scholae Palatinae. 525 poślubił Teodorę. Koronowany razem z Teodorą w Hagia Sophia. Przyjął tytuł Basileus (autokrata). Przyczynił się do rozwoju kulturalnego i klasyfikacji praw. Wydał „Kodeks Justyniana” (Corpus iuris civilis, 528–534). Budował świątynie w prowincjach, np. Kościół San Vitale w Rawennie. |
| Justyn II Flavius Iustinus Iunior                       |           | 565–578        | 520–578                | Syn Wigilancji, siostrzeniec cesarza Justyniana I. Jego żoną była Zofia, siostrzenica małżonki cesarza – Teodory. |
| Tyberiusz II Konstantyn Flavius Tiberius Constantinus   |           | 578–582        | 520–582                | |
| Maurycjusz Flavius Mauricius Tiberius                   |           | 582–602        | 539–602                | |

### Bez dynastii
| Władca               | Wizerunek | Czas panowania | Data urodzin i śmierci | Komentarze |
| -------------------- | --------- | -------------- | ---------------------- | ---------- |
| Fokas Flavius Phocas |           | 602–610        | 570–610                |            |

### Dynastia heraklijska
| Władca                                                                                            | Wizerunek | Czas panowania | Data urodzin i śmierci | Komentarze                                                                                       |
| ------------------------------------------------------------------------------------------------- | --------- | -------------- | ---------------------- | ------------------------------------------------------------------------------------------------ |
| Herakliusz Flavius Heraclius Ἡράκλειος                                                            |           | 610–641        | 574–641                | Zastąpił cesarski tytuł caesar imperator augustus greckim terminem basileus                      |
| Konstantyn III Κωνσταντῖνος Oficjalnie: Heraclius Novus Constantinus (Herakliusz nowy Konstantyn) |           | 641            | 612–641                | Koregent i syn Herakliusza 613–641. Od 641 współrządził z bratem Heraklenasem.                   |
| Herakleonas Ἡρακλεωνάς Oficjalnie: Konstantyn Herakliusz                                          |           | 641            | 626–641                | Koregent i syn Herakliusza 638–641. Od 641 współrządził z bratem Konstantynem III.               |
| Konstans II Κώνστας Β΄                                                                            |           | 641–668        | 630–668                |                                                                                                  |
| Konstantyn IV Κωνσταντίνος Δ΄ ο νέος                                                              |           | 668–685        | 649–685                | Koregent Konstansa II 654–668                                                                    |
| Herakliusz                                                                                        |           | 659–681        |                        | Koregent Konstansa II                                                                            |
| Tyberiusz                                                                                         |           | 659–681        |                        | Koregent Konstansa II                                                                            |
| Justynian II Rhinotmetos Ιουστινιανός Β΄                                                          |           | 685–695        | 669–711                | Koregent i syn Konstantyna IV od wiosny 685. Samodzielny cesarz od września 685. Usunięty w 695. |

### Bez dynastii
| Władca                   | Wizerunek | Czas panowania | Data urodzin i śmierci | Komentarze     |
| ------------------------ | --------- | -------------- | ---------------------- | -------------- |
| Leoncjusz II Λεόντιος    |           | 695–698        | 660–706                | Usunięty w 698 |
| Tyberiusz III Τιβέριος Γ |           | 698–705        | ?–705                  |                |

### Dynastia heraklijska (ponownie)
| Władca                                  | Wizerunek | Czas panowania | Data urodzin i śmierci | Komentarze                     |
| --------------------------------------- | --------- | -------------- | ---------------------- | ------------------------------ |
| Justynian II Rhinotmetos Ιουστινιανός Β |           | 705–711        | 669–711                | Ponownie                       |
| Tyberiusz (IV)                          |           | 706–711        |                        | Koregent Justyniana II 706–711 |

### Bez dynastii
| Władca                                 | Wizerunek | Czas panowania | Data urodzin i śmierci | Komentarze |
| -------------------------------------- | --------- | -------------- | ---------------------- | ---------- |
| Filipikos Bardanes Φιλιππικὸς Βαρδάνης |           | 711–713        | ?–713                  |            |
| Anastazjusz II Ἀρτέμιος Ἀναστάσιος Β΄  |           | 713–716        | ?–719                  | Usunięty   |
| Teodozjusz III                         |           | 716–717        | ?–754                  | Usunięty   |

### Dynastia izauryjska
| Władca                                 | Wizerunek | Czas panowania | Data urodzin i śmierci | Komentarze                                             |
| -------------------------------------- | --------- | -------------- | ---------------------- | ------------------------------------------------------ |
| Leon III Izauryjczyk Λέων Γ' ο Ίσαυρος |           | 717–741        | 680–741                |                                                        |
| Konstantyn V Kopronim Κωνσταντίνος Ε΄  |           | 741–775        | 718–775                | Koregent i syn Leona III 720–741                       |
| Artabasdes Ἀρταύασδος                  |           | 741/742–743    | ?–743                  | Przez niektórych uznawany za uzurpatora.               |
| Nicefor                                |           | 741–743        |                        | Koregent i syn Artabasdesa                             |
| Leon IV Chazar Λέων Δ΄ ὁ Χάζαρος       |           | 775–780        | 750–780                | Koregent i syn Konstantyna V 751–775                   |
| Konstantyn VI Κωνσταντῖνος Ϛ΄          |           | 780–797        | 771–797 lub 802        | Koregent i syn Leona IV 776–780. Usunięty przez matkę. |
| Irena Ειρήνη Σαρανταπήχαινα            |           | 797–802        | 752–803                | Regentka i matka Konstantyna VI 780–797. Usunięta      |

### Dynastia Niceforów
| Władca                             | Wizerunek | Czas panowania | Data urodzin i śmierci | Komentarze                                                                      |
| ---------------------------------- | --------- | -------------- | ---------------------- | ------------------------------------------------------------------------------- |
| Nicefor I Genik Νικηφορος          |           | 802–811        | ok. 760–811            |                                                                                 |
| Staurakios Σταυράκιος              |           | 811            | ?–812                  | Koregent i syn Nicefora I 803–811. Zmuszony do abdykacji w 811                  |
| Michał I Rangabe Μιχαήλ Α΄ Ραγγαβέ |           | 811–813        | ?–844                  | Znany także jako Michał I Rangabeusz. Abdykował w 813 na wieść o buncie wojska. |
| Teofilakt                          |           | 812–814        |                        | Koregent i syn Michała I                                                        |

### Bez dynastii
| Władca                              | Wizerunek | Czas panowania | Data urodzin i śmierci | Komentarze                           |
| ----------------------------------- | --------- | -------------- | ---------------------- | ------------------------------------ |
| Leon V Armeńczyk Λέων Ε' ο Αρμένιος |           | 813–820        | 775–820                | Obalony i zamordowany przez następcę |
| Symbatios (Konstantyn)              |           | 814–820        |                        | Koregent i syn Leona V               |

### Dynastia amoryjska
| Władca                                      | Wizerunek | Czas panowania | Data urodzin i śmierci | Komentarze                        |
| ------------------------------------------- | --------- | -------------- | ---------------------- | --------------------------------- |
| Michał II Amoryjczyk Μιχαήλ Β΄ ὁ ἐξ Ἀμορίου |           | 820–829        | 770–829                |                                   |
| Teofil Θεόφιλος                             |           | 829–842        | 813–842                | Koregent i syn Michała II 821–829 |
| Konstantyn                                  |           | 833–835        | ?–835                  | Koregent i syn Teofila            |
| Michał III Metystes Μιχαήλ Γ΄               |           | 842–867        | 833–867                |                                   |

### Dynastia macedońska
| Władca                                                         | Wizerunek | Czas panowania | Data urodzin i śmierci | Komentarze                                                                         |
| -------------------------------------------------------------- | --------- | -------------- | ---------------------- | ---------------------------------------------------------------------------------- |
| Bazyli I Macedończyk Βασίλειος ὁ Μακεδών                       |           | 867–886        | 811–886                | Symbatios, współcesarza w latach 869–879 jako Konstanty                            |
| Symbatios (Konstantyn)                                         |           | 869–879        | 864/866–879            | Koregent i syn Bazylego I                                                          |
| Leon VI Filozof Λέων ΣΤ΄ ο Σοφός                               |           | 886–912        | 866–912                |                                                                                    |
| Aleksander Αλέξανδρος                                          |           | 912–913        | 870–913                | Koregent ojca, później brata 879–912, samodzielny cesarz od 912.                   |
| Konstantyn VII Porfirogeneta Κωνσταντίνος Ζ΄ ο Πορφυρογέννητος |           | 913–959        | 902–959                | Koregent 908–913. Odsunięty od władzy w latach 919–945 przez Romana I i jego synów |
| Roman I Lekapen Ρωμανός Α΄ Λεκαπηνός                           |           | 919–944        | 870–948                | Formalnie koregent Konstantyna VII. Usunięty przez synów.                          |
| Krzysztof Lekapen                                              |           | 920–931        | ?–931                  | koregent Romana I i Konstantyna VII.                                               |
| Stefan Lekapen                                                 |           | 924–945        | ?–963                  | koregent Romana I i Konstantyna VII.                                               |
| Konstantyn Lekapen                                             |           | 925–945        | ?–946                  | koregent Romana I i Konstantyna VII.                                               |
| Roman II Porfirogeneta Ρωμανός Β΄ ο Πορφυρογέννητος            |           | 959–963        | 939–963                | Koregent i syn Konstantyna VII 945–959                                             |
| Nicefor II Fokas Νικηφόρος Β΄ Φωκάς                            |           | 963–969        | 912–969                |                                                                                    |
| Jan I Tzimiskes Ιωάννης Τσιμισκής                              |           | 969–976        | 925–976                |                                                                                    |
| Bazyli II Bułgarobójca Βασίλειος Β΄ Βουλγαροκτόνος             |           | 976–1025       | 958–1025               | Koregent kolejnych cesarzy 960–976                                                 |
| Konstantyn VIII Κωνσταντίνος Η΄ ο Πορφυρογέννητος              |           | 1025–1028      | 960–1028               | Koregent kolejnych cesarzy 961–1025                                                |
| Zoe Ζωή Πορφυρογέννητη                                         |           | 1028–1050      | 978–1050               | W 1042 rządy samodzielne (patrz niżej)                                             |
| Roman III Argyros Ρωμανός Γ΄ Αργυρός                           |           | 1028–1034      | 968–1034               | Pierwszy mąż Zoe, z którą współrządził.                                            |
| Michał IV Paflagończyk Μιχαήλ Δ΄ ο Παφλαγών                    |           | 1034–1041      | 1010–1041              | Drugi mąż Zoe, z którą współrządził.                                               |
| Michał V Kalafates Μιχαήλ Ε΄ ο Καλαφάτης                       |           | 1041–1042      | 1015–1042              | Adoptowany syn Zoe, z którą współrządził                                           |
| Zoe i Teodora                                                  |           | 1042           | –                      | Samodzielne wspólne rządy                                                          |
| Konstantyn IX Monomach Κωνσταντίνος Θ΄ Μονομάχος               |           | 1042–1055      | 1000–1050              | Trzeci mąż Zoe, z którą współrządził do 1050.                                      |
| Teodora Θεοδώρα                                                |           | 1055–1056      | 981–1056               | Ponownie, rządy samodzielne                                                        |
| Michał VI Stratiotikos Μιχαήλ ΣΤ΄ ο Στρατιωτικός               |           | 1056–1057      | ?–1059                 |                                                                                    |

### Dynastia Komnenów
| Władca                              | Wizerunek | Czas panowania | Data urodzin i śmierci | Komentarze            |
| ----------------------------------- | --------- | -------------- | ---------------------- | --------------------- |
| Izaak I Komnen Ισαάκιος Α΄ Κομνηνός |           | 1057–1059      | 1005–1061              | Dobrowolnie abdykował |

### Dynastia Dukasów
| Władca                                           | Wizerunek | Czas panowania | Data urodzin i śmierci | Komentarze                                      |
| ------------------------------------------------ | --------- | -------------- | ---------------------- | ----------------------------------------------- |
| Konstantyn X Dukas Κωνσταντίνος Ι΄ Δούκας        |           | 1059–1067      | 1006–1067              |                                                 |
| Konstantyn Dukas Κωνστάντιος Δούκας              |           | 1060–1078      | 1060–1082              | Koregent                                        |
| Eudoksja Makrembolitissa Ευδοκία Μακρεμβολίτισσα |           | 1067–1068      | 1021–1096              | Rządy samodzielne, koregentka od 1068           |
| Andronik Dukas Ἀνδρόνικος Δούκας                 |           | 1068–1070      | 1057–po 1081           | Koregent                                        |
| Roman IV Diogenes Ρωμανός Δ΄ Διογένης            |           | 1068–1071      | 1020–1072              | Usunięty                                        |
| Eudoksja Makrembolitissa Ευδοκία Μακρεμβολίτισσα |           | 1071           | 1021–1096              | Rządy samodzielne                               |
| Michał VII Dukas Μιχαήλ Ζ΄ Δούκας                |           | 1071–1078      | ok. 1050–1090          | Koregent 1059–1071. Abdykował po wybuchu buntu. |
| Filaret Brachamios Φιλάρετος Βραχάμιος           |           | 1071–1078      | ?–1087                 | Uzurpator                                       |
| Konstantyn Dukas Κωνστάντιος Δούκας              |           | 1074–1078      | 1074–1095              | Koregent i syn Michała VII                      |
| Nicefor III Botaniates Νικηφόρος Γ΄ Βοτανειάτης  |           | 1078–1081      | 1001/1002–1081/1082    | Usunięty                                        |

### Dynastia Komnenów
| Władca                                   | Wizerunek | Czas panowania | Data urodzin i śmierci | Komentarze                    |
| ---------------------------------------- | --------- | -------------- | ---------------------- | ----------------------------- |
| Aleksy I Komnen Αλέξιος Α' Κομνηνός      |           | 1081–1118      | 1048–1118              |                               |
| Konstantyn Dukas Κωνστάντιος Δούκας      |           | 1081–1087      | 1074–1095              | Ponownie, koregent Aleksego I |
| Jan II Komnen Ιωάννης Β' Κομνηνός        |           | 1118–1143      | 1087–1143              | Koregent 1092–1118            |
| Aleksy Komnen                            |           | 1122–1142      | 1107–1142              | Koregent i syn Jana II        |
| Manuel I Komnen Μανουήλ Α' Κομνηνός      |           | 1143–1180      | 1118–1180              |                               |
| Aleksy II Komnen Αλέξιος B' Κομνηνός     |           | 1180–1183      | 1167–1183              |                               |
| Andronik I Komnen Ανδρόνικος Α' Κομνηνός |           | 1183–1185      | 1123–1185              |                               |

### Dynastia Angelosów
| Władca                                                     | Wizerunek | Czas panowania | Data urodzin i śmierci | Komentarze                                          |
| ---------------------------------------------------------- | --------- | -------------- | ---------------------- | --------------------------------------------------- |
| Izaak II Angelos Ισαάκιος Β’ Άγγελος                       |           | 1185–1195      | ok. 1156–1204          |                                                     |
| Konstantyn Angelos Dukas Κωνσταντίνος Άγγελος Δούκας       |           | 1193           | 1173–?                 | Uzurpator                                           |
| Aleksy III Angelos Αλέξιος Γ' Άγγελος                      |           | 1195–1203      | ok. 1153–1211          | Usunięty przez wojska IV krucjaty.                  |
| Izaak II Angelos Ισαάκιος Β' Άγγελος                       |           | 1203–1204      | 1056–1204              | Ponownie. Rządził wspólnie z Aleksym IV             |
| Aleksy IV Angelos Αλέξιος Δ' Άγγελος                       |           | 1203–1204      | 1182–1204              | Rządził wspólnie z Izaakiem II                      |
| Aleksy V Dukas, Murzuflos Αλέξιος Ε' Δούκας ο Μούρτζουφλος |           | 1204           | ?–1205                 | Usunięty przez wojska IV krucjaty.                  |
| Konstantyn Laskarys Θεόδωρος Α΄ Λάσκαρις                   |           | 1204           | 1170–?                 | Wybrany cesarzem podczas oblężenia Konstantynopola. |

### Dynastia Laskarysów
Dynastia Laskarysów panowała tylko w Cesarstwie Nicejskim
| Władca                                            | Wizerunek | Czas panowania | Data urodzin i śmierci | Komentarze                  |
| ------------------------------------------------- | --------- | -------------- | ---------------------- | --------------------------- |
| Teodor I Laskarys Θεόδωρος Α΄ Λάσκαρις            |           | 1204–1222      | 1174–1222              |                             |
| Jan III Dukas Watatzes Ιωάννης Γ΄ Δούκας Βατάτζης |           | 1222–1254      | 1192–1254              |                             |
| Teodor II Laskarys Θεόδωρος Β' Λάσκαρις           |           | 1254–1258      | 1221–1258              |                             |
| Jan IV Laskarys Ιωάννης Δ' Λάσκαρις               |           | 1258–1261      | 1250–1305              | Usunięty przez Michała VIII |

### Dynastia Paleologów
| Władca                                          | Wizerunek | Czas panowania | Data urodzin i śmierci | Komentarze                                                                           |
| ----------------------------------------------- | --------- | -------------- | ---------------------- | ------------------------------------------------------------------------------------ |
| Michał VIII Paleolog Μιχαήλ Η' Παλαιολόγος      |           | 1259–1282      | 1224/1225–1282         | Początkowo współrządził formalnie z Janem IV. 25 lipca 1261 odzyskał Konstantynopol. |
| Andronik II Paleolog Ανδρόνικος Β' Παλαιολόγος  |           | 1282–1328      | 1259–1328              | Koregent i syn Michała VIII 1272–1282                                                |
| Michał (IX) Paleolog                            |           | 1294–1320      | 1277–1320              | Koregent i syn Andronika II                                                          |
| Andronik III Paleolog Ανδρόνικος Γ' Παλαιολόγος |           | 1328–1341      | 1296–1341              | Koregent 1325–1328                                                                   |
| Jan V Paleolog Ίωάννης Ε' Παλαιολόγος           |           | 1341–1347      | 1332–1391              | Usunięty                                                                             |

### Dynastia Kantakuzenów
| Władca                                           | Wizerunek | Czas panowania | Data urodzin i śmierci | Komentarze                                                                |
| ------------------------------------------------ | --------- | -------------- | ---------------------- | ------------------------------------------------------------------------- |
| Jan VI Kantakuzen Ἰωάννης ΣΤʹ Καντακουζηνός      |           | 1347–1354      | 1294/1295–1383         | Usunięty                                                                  |
| Mateusz Kantakuzen Ματθαίος Ασάνης Καντακουζηνός |           | 1353–1357      | 1325–1383 lub 1391     | Początkowo koregent Jana VI. Zrzekł się władzy i podporządkował Janowi V. |

### Dynastia Paleologów
| Władca                                                                 | Wizerunek | Czas panowania | Data urodzin i śmierci | Komentarze                          |
| ---------------------------------------------------------------------- | --------- | -------------- | ---------------------- | ----------------------------------- |
| Jan V Paleolog Ίωάννης Ε' Παλαιολόγος                                  |           | 1355–1376      | 1332–1391              | Ponownie, usunięty.                 |
| Andronik IV Paleolog Ανδρόνικος Δ' Παλαιολόγος                         |           | 1376–1379      | 1348–1395              | Koregent 1350–1376. Usunięty.       |
| Jan V Paleolog Ίωάννης Ε' Παλαιολόγος                                  |           | 1379–1390      | 1332–1391              | Ponownie                            |
| Jan VII Paleolog Ιωάννης Ζ' Παλαιολόγος,                               |           | 1390           | 1370–1408              |                                     |
| Jan V Paleolog Ίωάννης Ε' Παλαιολόγος                                  |           | 1390–1391      | 1332–1391              | Ponownie                            |
| Manuel II Paleolog Μανουήλ Β΄ Παλαιολόγος                              |           | 1391–1425      | 1350–1425              | Koregent 1373–1391                  |
| Jan VII Paleolog Ιωάννης Ζ' Παλαιολόγος,                               |           | 1399–1402      | 1370–1408              | Ponownie. Koregent Manuela II.      |
| Andronik V Paleolog Ανδρόνικος Ε' Παλαιολόγος)                         |           | 1403–1407      | 1400–1407              | Koregent Manuela II.                |
| Jan VIII Paleolog Ίωάννης Η' Παλαιολόγος                               |           | 1425–1448      | 1392–1448              | Koregent i syn Manuela II 1411–1425 |
| Konstantyn XI Dragazes, Paleolog Κωνσταντῖνος ΙΑ' Δραγάσης Παλαιολόγος |           | 1449–1453      | 1405–1453              |                                     |

## Lista pretendentów do tronu cesarskiego po 1453
| Władca              |                     | Czas panowania      | Data urodzin i śmierci | Komentarze |
| Dynastia Paleologów | Dynastia Paleologów | Dynastia Paleologów | Dynastia Paleologów    | Dynastia Paleologów |
| ------------------- | ------------------- | ------------------- | ---------------------- | --- |
| Demetriusz          |                     | 1453–1460           | 1407–1470              | |
| Tomasz Paleolog     |                     | 1453–1465           | 1408–1465              | |
| Andrzej Paleolog    |                     | 1465–1502           | 1453–1502              | 16 września 1494 zawarł układ z królem Francji Karolem VIII przekazując mu prawa do tronów Konstantynopola, Trapezuntu i Serbii (zatrzymał sobie prawa do despotatu Morei) w zamian za 1200 złotych dukatów rocznej pensji. W 1502 przekazał swoje prawa Ferdynandowi Katolickiemu i Izabeli Kastylijskiej, ale nie otrzymał od nich pieniędzy. |

## Genealogia
Uproszczona genealogia ostatnich dynastii bizantyńskich i związków między nimi: